# Torino Football Club 2012-2013
Questa voce raccoglie le informazioni riguardanti il Torino Football Club nelle competizioni ufficiali della stagione 2012-2013.

## Stagione

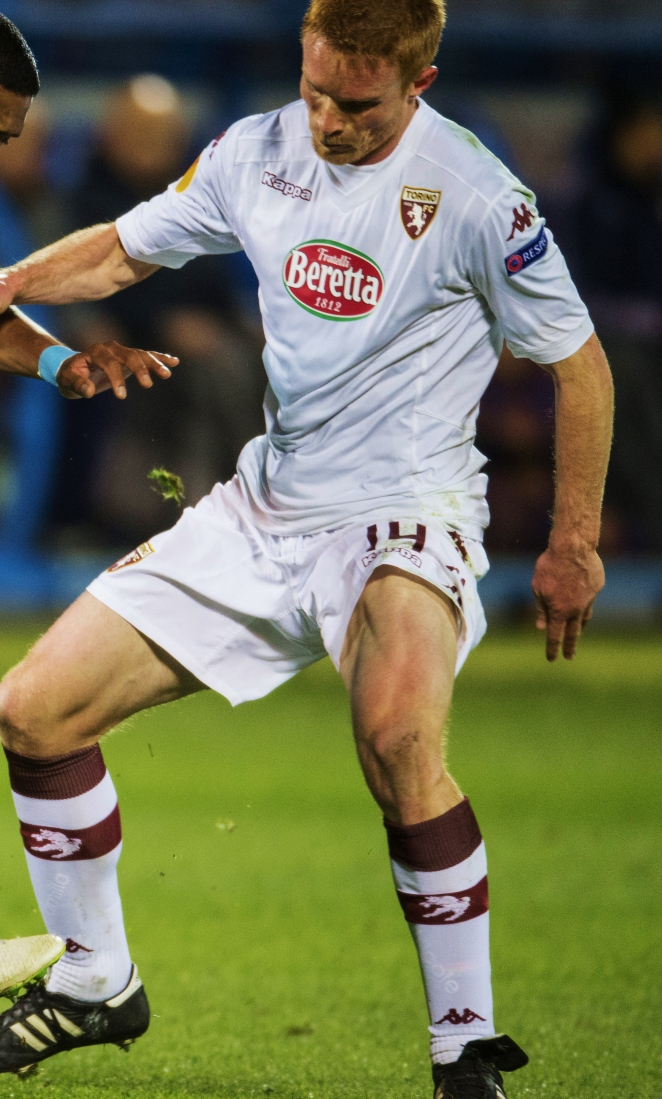
Alessandro Gazzi, acquistato dal, si rivela uno dei punti fermi del centrocampo costruito dall'allenatore Ventura.

Conquistata la promozione in Serie A dopo tre anni in cadetteria, il presidente Urbano Cairo decide di proseguire il sodalizio con l'allenatore Gian Piero Ventura e il direttore sportivo Gianluca Petrachi anche per la stagione 2012-2013, la 96ª in massima serie della sua storia. Il ritorno in Serie A vale, inoltre, per la società granata un introito tra i 30 e i 40 milioni di euro, tra diritti tv, posizionamenti in classifica, trofei nazionali e bacino d'utenza.
Nel mercato, già a giugno iniziano le prime operazioni, in vista del termine degli accordi di comproprietà: il 15 giugno vengono rinnovate le compartecipazioni di Simone Verdi e Gianmario Comi con il Milan, cui seguono quelle di Alen Stevanović e Simone Benedetti con l'Inter e Kamil Glik con il Palermo. A centrocampo, viene esercitato il diritto di riscatto per la metà del cartellino di Migjen Basha, mentre l'altro titolare, Manuel Iori, fa il suo ritorno al Chievo per fine prestito. In attacco, invece, viene acquistato a titolo definitivo Riccardo Meggiorini, già in comproprietà libera con il Genoa. In uscita, la compartecipazione con il Varese per il nigeriano Osarimen Ebagua viene risolta in favore dei lombardi, che in cambio cedono alla società granata il giovane centrocampista classe 1993 Riccardo Fiamozzi, già nel giro delle nazionali giovanili. Non trovando l'accordo per l'acquisizione di Mirko Antenucci, Torino e Catania vanno alle buste, e, inaspettatamente, il giocatore viene riscattato dagli etnei, forti di un investimento di 1,1 milioni di euro (200 000 euro in più dei granata).
Il Torino perde così il capocannoniere della squadra del campionato appena concluso, nonché il giocatore con il maggior numero di partite disputate nell'anno. Il 27 giugno viene anche annunciato il programma dei ritiri estivi: come l'anno precedente, vengono scelte Sappada e Omegna, mentre come ultima destinazione si opta per Mondovì, prima dell'esordio ufficiale in Coppa Italia. Il 30 giugno molti giocatori vedono scadere il loro contratto: Francesco Pratali, Davide Morello, Alessandro Parisi e Luciano Zavagno si svincolano a parametro zero, mentre Stefano Guberti, Matteo Darmian, Juan Surraco, Manuel Iori, Ferdinando Coppola, Francesco Benussi, Cristian Pasquato e Nnamdi Oduamadi tornano alle loro rispettive squadre di appartenenza per fine prestito. Tornano invece a Torino dalle loro esperienze in prestito Nicolás Gorobsov (riscattato dal Vicenza), Biagio Pagano e Matteo Rubin. Il 1º luglio inizia ufficialmente il calciomercato: il 5 luglio successivo Matteo Darmian torna in granata con la formula della comproprietà e Jean François Gillet, fedelissimo di Ventura, viene acquistato a titolo definitivo dal Bologna, diventando così il nuovo numero uno della formazione granata. Il 7 luglio viene acquistato anche il giovane difensore centrale Marco Migliorini, scuola Chievo, reduce da una positiva stagione al Chieti, in Lega Pro Seconda Divisione. A rinforzare il centrocampo, il 13 luglio viene ufficializzata una delle più importanti operazioni del mercato estivo: Alessandro Gazzi, lungamente cercato e fortemente richiesto da Ventura, viene acquistato a titolo definitivo per 2,5 milioni più la comproprietà di Matteo Rubin, che passa al Siena. Con lui arrivano anche Gianluca Sansone, in compartecipazione con il Sassuolo, e Mario Santana, in prestito con diritto di riscatto dal Napoli.
Il 19 luglio viene ufficializzato l'ingaggio a parametro zero di Damiano Ferronetti, difensore centrale protagonista di una buona stagione all'Udinese, ma reduce da molti anni costellati da gravi infortuni. Il 28 luglio, tuttavia, in seguito a un diverbio con Gian Piero Ventura in una partita amichevole contro la Lazio, abbandona il ritiro granata a Sappada, con la volontà di abbandonare il club. Il suo procuratore, il giorno successivo, ha dichiarato che i motivi della scelta del giocatore erano legati a incomprensioni riguardo alla gestione degli infortuni. Il 30 luglio 2012, dopo sole due settimane, rescinde consensualmente il suo contratto con il Torino Il 1º agosto la società di Urbano Cairo comunica anche l'accettazione del patteggiamento nell'ambito del processo di Calcioscommesse: la squadra partirà dunque con un punto di penalizzazione, oltre a 30 000 euro di ammenda. Tre giorni dopo viene anche formalizzato l'acquisto, a titolo definitivo dal Cesena, del già nazionale uruguagio Guillermo Rodríguez, andando così a completare numericamente il reparto difensivo; l'11 agosto viene anche ufficializzato il prestito del centrocampista Matteo Brighi, che si era già aggregato alla squadra un mese prima per essere valutato nei vari ritiri. Mentre Angelo Ogbonna viene convocato in Nazionale per l'amichevole contro l'Inghilterra, il tribunale che doveva giudicare Giuseppe Vives e Salvatore Masiello in merito alle sentenze del procuratore Stefano Palazzi assolve entrambi i giocatori dalle accuse, cancellando le rispettive penalizzazioni. Il 18 agosto è la data del primo impegno ufficiale della stagione: il Toro affronta il Lecce dell'ex Franco Lerda, appena retrocesso d'ufficio dal tribunale sportivo per lo scandalo calcioscommesse in Lega Pro. Il match termina 4-2, con doppietta di Rolando Bianchi e gol di Alessandro Sgrigna.
Il 23 agosto, invece, giunge la seconda operazione più importante dell'estate granata: dalla Fiorentina arriva in comproprietà Alessio Cerci, altro giocatore espressamente richiesto dall'allenatore, e reduce da due positive stagioni in maglia viola. Lo stesso giorno Biagio Pagano viene ceduto a titolo definitivo al Modena, in Serie B. L'esordio in campionato arriva domenica 26 agosto, nella trasferta serale contro il Siena, che parte da una penalizzazione di -6 punti. Nonostante le numerose palle gol create dai granata (le più nitide per Bianchi e Meggiorini), i toscani vanno più volte vicini al vantaggio, soprattutto con una punizione di Gaetano D'Agostino, che centra la traversa. La partita finisce 0-0, e la squadra di Ventura raggiunge così quota 0 in classifica. Il turno seguente il Torino riesce a vincere la prima partita dal ritorno in Serie A, contro il Pescara per 3-0 grazie alle reti di Alessandro Sgrigna, Matteo Brighi e Rolando Bianchi. Nelle successive 4 partite i piemontesi perdono una sola partita contro l'Inter per 2-0 e vincono una partita, in rimonta, a Bergamo contro l'Atalanta per 5-1, dopo essere passati in svantaggio alla mezz'ora del primo tempo; seguono due pareggi, 1-1 contro la Sampdoria e 0-0 contro l'Udinese.
Successivamente il Torino agguanterà molti pareggi, anche contro le grandi (4 in 8 partite), come Palermo (0-0), Lazio (1-1), Napoli (1-1) e Fiorentina (2-2); vincerà una partita contro il Bologna (1-0) grazie a un gol di Danilo D'Ambrosio, ma perderà anche tre partite contro Cagliari (0-1), Parma (1-3) e Roma (2-0). Nelle ultime cinque partite del girone d'andata i torinesi perdono il derby della Mole contro la Juventus (3-0) e contro il Milan (2-4), vincono contro il Chievo (2-0), e chiudono pareggiando contro Genoa (1-1) e Catania (0-0). La squadra termina il girone d'andata al 13º posto con 20 punti, con 4 punti di vantaggio sulla terzultima classificata, cioè il Cagliari. Il girone di ritorno comincia bene con 3 vittorie in 6 partite, tutte contro squadre della parte destra della classifica, vale a dire Siena (3-2), Pescara (0-2) e Atalanta (2-1); questo ciclo vede anche due pareggi, uno a Milano contro l'Inter (2-2), dopo essere anche passati in vantaggio, e uno in casa contro la Sampdoria (0-0); l'unica sconfitta arriva contro l'Udinese (1-0). Da qui in poi il Torino avrà un lento declino: nelle successive 13 partite i piemontesi conquistano solo 8 punti, vincendo appena un match contro la Lazio per 1-0. Otto punti che però saranno sufficienti per salvarsi con una giornata d'anticipo, grazie al pareggio per 1-1 a Verona contro il Chievo. Il Torino termina il campionato al 16º posto con 39 punti, con 7 punti di vantaggio sulla zona retrocessione.

## Divise e sponsor

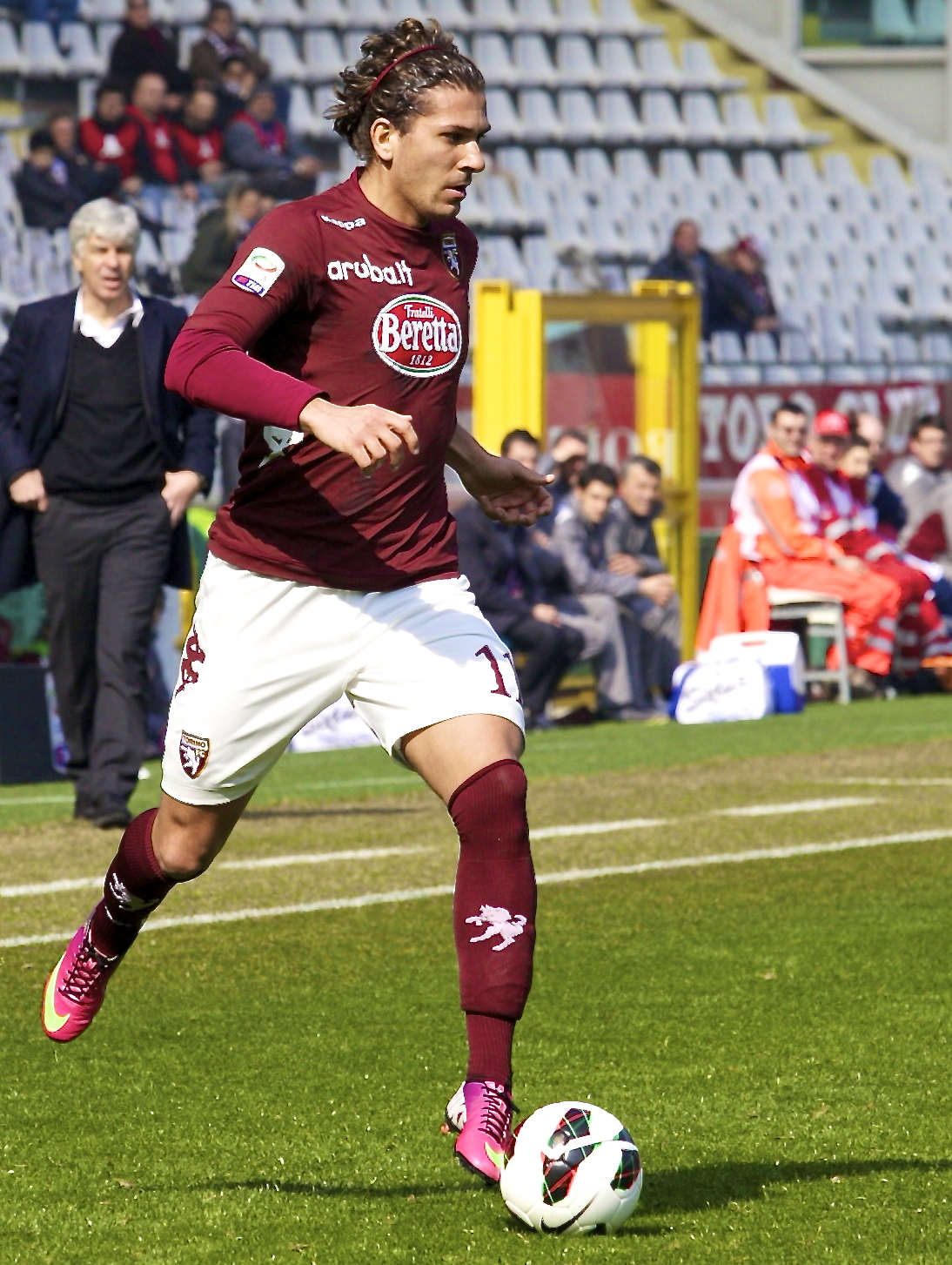
Alessio Cerci con la tradizionale divisa home della stagione 2012-2013.

Lo sponsor tecnico per la stagione è Kappa per la quinta stagione consecutiva. La prima maglia è granata, con pantaloncini bianchi e calzettoni neri con risvolto granata. La seconda maglia è bianca con colletto granata, calzoncini bianchi e calzettoni bianchi con risvolto granata. La terza maglia è azzurra con colletto granata, calzoncini azzurri e calzettoni azzurri con risvolti granata. Per quanto riguarda i portieri, saranno a disposizione tre divise: la prima di colore grigio, la seconda di colore nero e la terza di colore giallo. Il Torino ha come sponsor principale l'azienda di salumi Beretta. È inoltre confermato Aruba come second sponsor.
| Casa | Trasferta | Terza maglia |

## Organigramma societario
Dal sito internet della società:
Consiglio di Amministrazione
- Presidente: Urbano Cairo
- Vice Presidente: Giuseppe Cairo
- Consiglieri: Giuseppe Ferrauto, Uberto Fornara, Marco Pompignoli

Area organizzativa
- Direttore Generale: Antonio Comi

Area Tecnica
- Direttore sportivo: Gianluca Petrachi
- Allenatore: Gian Piero Ventura[34]
- Allenatore in seconda: Salvatore Sullo[35]
- Allenatore dei portieri: Giuseppe Zinetti[35]
- Preparatori atletici: Alessandro Innocenti,[35] Paolo Solustri
- Team Manager: Giacomo Ferri
- Responsabile area scouting: Antonio D'Ottavio

Segreteria
- Segretario Generale: Pantaleo Longo
- Segreteria: Sonia Pierro

Area Marketing e Comunicazione
- Responsabile Marketing, New Media e Relazioni esterne: Alberto Barile
- Responsabile Ufficio Stampa: Piero Venera
- Ufficio Stampa: Andrea Canta

Area Amministrativa
- Direttore Amministrativo: Luca Boccone

Area Commerciale
- Cairo Communication S.p.A.

Area sanitaria
- Coordinatore sanitario: Renato Misischi
- Responsabile Sanitario e Medico Sociale Prima Squadra: Marco Cravero
- Massofisioterapisti: Stefano Borrattaz, Stefano Conti, Cristiano Cugusi, Silvio Fortunato
- Preparatore Atletico Recupero infortuni: Andrea Bellini

Area Stadio Olimpico, Biglietteria e Club
- Responsabile e Delegato Stadio: Fabio Bernardi
- Biglietteria e Rapporti con i Club: Dario Mazza

## Rosa
| N. |                       | Ruolo | Calciatore                     |
| -- | --------------------- | ----- | ------------------------------ |
| 1  | Belgio (bandiera)     | P     | Jean François Gillet           |
| 2  | Uruguay (bandiera)    | D     | Guillermo Rodríguez            |
| 3  | Italia (bandiera)     | D     | Danilo D'Ambrosio              |
| 4  | Albania (bandiera)    | C     | Migjen Basha                   |
| 5  | Italia (bandiera)     | D     | Valerio Di Cesare              |
| 6  | Italia (bandiera)     | D     | Angelo Ogbonna (vice capitano) |
| 7  | Argentina (bandiera)  | C     | Mario Santana                  |
| 8  | Romania (bandiera)    | C     | Sergiu Suciu                   |
| 9  | Italia (bandiera)     | A     | Rolando Bianchi (capitano)     |
| 10 | Italia (bandiera)     | A     | Alessandro Sgrigna             |
| 10 | Brasile (bandiera)    | A     | Paulo Vitor Barreto            |
| 11 | Italia (bandiera)     | C     | Alessio Cerci                  |
| 13 | Italia (bandiera)     | D     | Damiano Ferronetti             |
| 14 | Italia (bandiera)     | C     | Alessandro Gazzi               |
| 15 | Uruguay (bandiera)    | D     | Pablo Cáceres                  |
| 17 | Italia (bandiera)     | D     | Salvatore Masiello             |
| 18 | Montenegro (bandiera) | C     | Marko Bakić                    |
| 19 | Serbia (bandiera)     | C     | Alen Stevanović                |
| 20 | Italia (bandiera)     | C     | Giuseppe Vives                 |

| N. |                      | Ruolo | Calciatore               |
| -- | -------------------- | ----- | ------------------------ |
| 21 | Argentina (bandiera) | C     | Nicolás Gorobsov         |
| 23 | Senegal (bandiera)   | P     | Lys Gomis                |
| 24 | Italia (bandiera)    | A     | Gianluca Sansone         |
| 25 | Polonia (bandiera)   | D     | Kamil Glik               |
| 26 | Senegal (bandiera)   | P     | Alfred Gomis             |
| 27 | Italia (bandiera)    | C     | Giuseppe De Feudis       |
| 29 | Angola (bandiera)    | A     | Dolly Menga              |
| 31 | Italia (bandiera)    | D     | Alessandro Agostini      |
| 33 | Italia (bandiera)    | C     | Matteo Brighi            |
| 35 | Italia (bandiera)    | P     | Ferdinando Coppola       |
| 36 | Italia (bandiera)    | D     | Matteo Darmian           |
| 51 | Italia (bandiera)    | D     | Davide Cinaglia          |
| 53 | Italia (bandiera)    | D     | Marco Migliorini         |
| 69 | Italia (bandiera)    | A     | Riccardo Meggiorini      |
| 77 | Italia (bandiera)    | A     | Simone Verdi             |
| 80 | Brasile (bandiera)   | A     | Jonathas                 |
| 86 | Slovenia (bandiera)  | C     | Valter Birsa             |
| 93 | Senegal (bandiera)   | A     | Abou Diop                |
| 94 | Brasile (bandiera)   | C     | Willyan da Silva Barbosa |

## Calciomercato

### Sessione estiva(dal 1º/7 al 31/8)
| Acquisti | Acquisti             | Acquisti         | Acquisti                           |
| R.       | Nome                 | da               | Modalità                           |
| -------- | -------------------- | ---------------- | ---------------------------------- |
| P        | Jean François Gillet | Bologna          | definitivo (1,8 milioni €)         |
| D        | Alessandro Agostini  | Cagliari         | definitivo                         |
| D        | Pablo Cáceres        | Rangers de Talca | prestito con diritto di riscatto   |
| D        | Andrea Cristini      | Cuneo            | prestito                           |
| D        | Matteo Darmian       | Palermo          | compartecipazione (0,85 milioni €) |
| D        | Damiano Ferronetti   |                  | definitivo                         |
| D        | Riccardo Fiamozzi    | Varese           | compartecipazione                  |
| D        | Gabriele Franchino   | Vigor Lamezia    | fine prestito                      |
| D        | Marco Migliorini     | Chieti           | definitivo (0,3 milioni €)         |
| D        | Gabriele Quitadamo   | Cuneo            | prestito                           |
| D        | Guillermo Rodríguez  | Cesena           | definitivo                         |
| D        | Matteo Rubin         | Bologna          | fine prestito                      |
| D        | Filippo Scaglia      | Bassano          | fine prestito                      |
| D        | Nicolò Sperotto      | Reggiana         | riscatto compartecipazione         |
| C        | Marko Bakić          | Mogren           | definitivo                         |
| C        | Migjen Basha         | Atalanta         | compartecipazione (0,6 milioni €)  |
| C        | Valter Birsa         | Genoa            | prestito con diritto di riscatto   |
| C        | Matteo Brighi        | Roma             | prestito                           |
| C        | Alessio Cerci        | Fiorentina       | compartecipazione (2,5 milioni €)  |
| C        | Alessandro Gazzi     | Siena            | definitivo (2,6 milioni €)         |
| C        | Nicolás Gorobsov     | Timișoara        | fine prestito                      |
| C        | Umberto Miello       | Casale           | fine prestito                      |
| C        | Vincenzo Nitride     | Nocerina         | fine prestito                      |
| C        | Biagio Pagano        | Nocerina         | fine prestito                      |
| C        | Mario Santana        | Napoli           | prestito con diritto di riscatto   |
| C        | Pierpaolo Taraschi   | SPAL             | fine compartecipazione             |
| A        | Osarimen Ebagua      | Catania          | fine prestito                      |
| A        | Riccardo Meggiorini  | Genoa            | definitivo (1,2 milioni €)         |
| A        | Gianluca Sansone     | Sassuolo         | compartecipazione (1,6 milioni €)  |

| Cessioni | Cessioni           | Cessioni       | Cessioni                                   |
| R.       | Nome               | a              | Modalità                                   |
| -------- | ------------------ | -------------- | ------------------------------------------ |
| P        | Francesco Benussi  | Palermo        | fine prestito                              |
| P        | Ferdinando Coppola | Milan          | fine prestito                              |
| P        | Davide Morello     |                | fine contratto                             |
| D        | Gaetano Carrieri   | Varese         | riscatto compartecipazione                 |
| D        | Marco Chiosa       | Nocerina       | prestito                                   |
| D        | Matteo Darmian     | Palermo        | fine prestito                              |
| D        | Damiano Ferronetti |                | rescissione consensuale                    |
| D        | Francesco Fiore    | Vallée d'Aoste | compartecipazione                          |
| D        | Gabriele Franchino | Monza          | definitivo                                 |
| D        | Luca Isoardi       | Vallée d'Aoste | compartecipazione                          |
| D        | Alessandro Parisi  |                | fine contratto                             |
| D        | Francesco Pratali  |                | fine contratto                             |
| D        | Paolo Ropolo       | Vallée d'Aoste | prestito                                   |
| D        | Matteo Rubin       | Siena          | compartecipazione                          |
| D        | Filippo Scaglia    | Cuneo          | prestito                                   |
| D        | Nicolò Sperotto    | Carpi          | compartecipazione                          |
| D        | Luciano Zavagno    |                | fine carriera                              |
| C        | Migjen Basha       | Atalanta       | fine prestito                              |
| C        | Andrea Gasbarroni  |                | fine contratto                             |
| C        | Stefano Guberti    | Roma           | fine prestito                              |
| C        | Manuel Iori        | Chievo         | fine prestito                              |
| C        | Umberto Miello     | Monza          | compartecipazione                          |
| C        | Daniele Milani     | Feralpisalò    | prestito                                   |
| C        | Vincenzo Nitride   | Monza          | compartecipazione                          |
| C        | Nnamdi Oduamadi    | Milan          | fine prestito                              |
| C        | Biagio Pagano      | Modena         | definitivo                                 |
| C        | Fabio Panepinto    | Vallée d'Aoste | prestito                                   |
| C        | Juan Surraco       | Udinese        | fine prestito                              |
| C        | Pierpaolo Taraschi | Casale         | definitivo                                 |
| A        | Mirko Antenucci    | Catania        | riscatto compartecipazione (1,1 milioni €) |
| A        | Osarimen Ebagua    | Varese         | definitivo                                 |
| A        | Cristian Pasquato  | Juventus       | fine prestito                              |
| A        | Alessio Vita       | Monza          | compartecipazione                          |

### Sessione invernale(dal 3/1 al 31/1)
| Acquisti | Acquisti            | Acquisti       | Acquisti                         |
| R.       | Nome                | da             | Modalità                         |
| -------- | ------------------- | -------------- | -------------------------------- |
| P        | Ferdinando Coppola  | Milan          | definitivo                       |
| D        | Paolo Ropolo        | Vallée d'Aoste | fine prestito                    |
| A        | Paulo Vitor Barreto | Udinese        | compartecipazione                |
| A        | Jonathas            | Pescara        | prestito con diritto di riscatto |
| A        | Nathan Kabasele     | Anderlecht     | prestito con diritto di riscatto |
| A        | Simone Maugeri      | Como           | definitivo                       |
| A        | Dolly Menga         | Lierse         | prestito con diritto di riscatto |

| Cessioni | Cessioni            | Cessioni    | Cessioni                         |
| R.       | Nome                | a           | Modalità                         |
| -------- | ------------------- | ----------- | -------------------------------- |
| P        | Lys Gomis           | Ascoli      | prestito                         |
| D        | Alessandro Agostini | Verona      | prestito con diritto di riscatto |
| D        | Marco Migliorini    | Como        | compartecipazione                |
| D        | Paolo Ropolo        | Gavorrano   | compartecipazione                |
| C        | Giuseppe De Feudis  | Padova      | definitivo                       |
| C        | Nicolás Gorobsov    | Nocerina    | prestito                         |
| C        | Sergiu Suciu        | Juve Stabia | prestito                         |
| A        | Gianluca Sansone    | Sampdoria   | definitivo                       |
| A        | Alessandro Sgrigna  | Verona      | definitivo                       |
| A        | Simone Verdi        | Juve Stabia | prestito                         |

## Risultati

### Serie A

#### Girone di andata
| Siena 26 agosto 2012, ore 20:45 UTC+2 1ª giornata | Siena                | 0 – 0 referto | Torino | Stadio Artemio Franchi - Montepaschi Arena (8.261 spett.)\| Arbitro: \| Giacomelli (Trieste) \| |
| Arbitro:                                          | Giacomelli (Trieste) |               |        |                                                                                                 |

| Arbitro: | Russo (Nola) |

|                                    |           |  |
| Sgrigna 34’ Brighi 59’ Bianchi 62’ | Marcatori |  |

| Arbitro: | Banti (Livorno) |

|  |           |                        |
|  | Marcatori | 13’ Milito 83’ Cassano |

| Arbitro: | Calvarese (Teramo) |

|                  |           |                    |
| Pozzi 84’ (rig.) | Marcatori | 69’ (rig.) Bianchi |

| Torino 26 settembre 2012, ore 20:45 UTC+2 5ª giornata | Torino         | 0 – 0 referto | Udinese | Stadio Olimpico (12.230 spett.)\| Arbitro: \| Orsato (Schio) \| |
| Arbitro:                                              | Orsato (Schio) |               |         |                                                                 |

| Arbitro: | Massa (Imperia) |

|           |           |                                                                 |
| Denis 28’ | Marcatori | 38’ (rig.), 76’ Bianchi 62’ Gazzi 66’ Stevanović 73’ D'Ambrosio |

| Arbitro: | Celi (Bari) |

|  |           |                 |
|  | Marcatori | 74’ (rig.) Nenê |

| Palermo 21 ottobre 2012, ore 15:00 UTC+2 8ª giornata | Palermo        | 0 – 0 referto | Torino | Stadio Renzo Barbera (15.715 spett.)\| Arbitro: \| Romeo (Verona) \| |
| Arbitro:                                             | Romeo (Verona) |               |        |                                                                      |

| Arbitro: | Giacomelli (Trieste) |

|              |           |                                    |
| Basha 90'+2’ | Marcatori | 72’ N. Sansone 73’ Amauri 88’ Rosi |

| Arbitro: | Giannoccaro (Lecce) |

|           |           |          |
| Mauri 57’ | Marcatori | 10’ Glik |

| Arbitro: | Valeri (Roma) |

|           |           |                   |
| Cavani 6’ | Marcatori | 90'+1’ G. Sansone |

| Arbitro: | Gervasoni (Mantova) |

|                |           |  |
| D'Ambrosio 65’ | Marcatori |  |

| Arbitro: | Guida (Torre Annunziata) |

|                               |           |  |
| Osvaldo 71’ (rig.) Pjanić 86’ | Marcatori |  |

| Arbitro: | Damato (Barletta) |

|                     |           |                                      |
| Cerci 40’ Birsa 76’ | Marcatori | 74’ (rig.) Rodríguez 84’ El Hamdaoui |

| Arbitro: | Rocchi (Firenze) |

|                                 |           |  |
| Marchisio 57’, 84’ Giovinco 67’ | Marcatori |  |

| Arbitro: | Romeo (Verona) |

|                         |           |                                                      |
| Santana 28’ Bianchi 80’ | Marcatori | 40’ Robinho 53’ Nocerino 61’ Pazzini 76’ El Shaarawy |

| Arbitro: | Orsato (Schio) |

|               |           |             |
| Granqvist 29’ | Marcatori | 19’ Bianchi |

| Arbitro: | Banti (Livorno) |

|                            |           |  |
| Sardo 12’ (aut.) Gazzi 26’ | Marcatori |  |

| Catania 5 gennaio 2013, ore 18:00 UTC+1 19ª giornata | Catania           | 0 – 0 referto | Torino | Stadio Angelo Massimino (12.548 spett.)\| Arbitro: \| Bergonzi (Genova) \| |
| Arbitro:                                             | Bergonzi (Genova) |               |        |                                                                            |

#### Girone di ritorno
| Arbitro: | Di Bello (Brindisi) |

|                                    |           |                            |
| Brighi 5’ Bianchi 38’ Cerci 45'+1’ | Marcatori | 32’ Reginaldo 75’ Paolucci |

| Arbitro: | Mazzoleni (Bergamo) |

|  |           |                      |
|  | Marcatori | 4’ Santana 41’ Cerci |

| Arbitro: | Massa (Imperia) |

|                        |           |                     |
| Chivu 5’ Cambiasso 66’ | Marcatori | 23’, 52’ Meggiorini |

| Torino 2 febbraio 2013, ore 18:00 UTC+1 23ª giornata | Torino            | 0 – 0 referto | Sampdoria | Stadio Olimpico (14.420 spett.)\| Arbitro: \| Rizzoli (Bologna) \| |
| Arbitro:                                             | Rizzoli (Bologna) |               |           |                                                                    |

| Arbitro: | Banti (Livorno) |

|            |           |  |
| Pereyra 7’ | Marcatori |  |

| Arbitro: | Bergonzi (Genova) |

|                     |           |                  |
| Cerci 42’ Birsa 87’ | Marcatori | 75’ (rig.) Denis |

| Arbitro: | Peruzzo (Schio) |

|                                                     |           |                                                |
| Sau 37’ (rig.) Conti 75’, 90'+4’ Pinilla 87’ (rig.) | Marcatori | 47’ Cerci 54’ Stevanović 90'+2’ (rig.) Bianchi |

| Torino 3 marzo 2013, ore 12:30 UTC+1 27ª giornata | Torino           | 0 – 0 referto | Palermo | Stadio Olimpico (14.166 spett.)\| Arbitro: \| Rocchi (Firenze) \| |
| Arbitro:                                          | Rocchi (Firenze) |               |         |                                                                   |

| Arbitro: | Mariani (Tivoli) |

|                                        |           |             |
| Amauri 77’, 83’, 90'+1’ Sansone N. 80’ | Marcatori | 56’ Santana |

| Arbitro: | Tagliavento (Terni) |

|              |           |  |
| Jonathas 82’ | Marcatori |  |

| Arbitro: | Giannoccaro (Lecce) |

|                                                |           |                                        |
| Barreto 30’ Jonathas 74’ (rig.) Meggiorini 78’ | Marcatori | 10’, 47’, 80’ Džemaili 84’, 90’ Cavani |

| Arbitro: | De Marco (Chiavari) |

|                       |           |                            |
| Kone 65’ Guarente 86’ | Marcatori | 25’ Barreto 90'+4’ Bianchi |

| Arbitro: | Romeo (Verona) |

|             |           |                        |
| Bianchi 31’ | Marcatori | 22’ Osvaldo 60’ Lamela |

| Arbitro: | Calvarese (Teramo) |

|                                                |           |                                   |
| Cuadrado 8’ Aquilani 16’ Ljajić 33’ Rômulo 86’ | Marcatori | 45’ Barreto 56’ Santana 77’ Cerci |

| Arbitro: | Bergonzi (Genova) |

|  |           |                            |
|  | Marcatori | 86’ Vidal 90'+2’ Marchisio |

| Arbitro: | Damato (Barletta) |

|               |           |  |
| Balotelli 84’ | Marcatori |  |

| Torino 8 maggio 2013, ore 20:45 UTC+2 36ª giornata | Torino           | 0 – 0 referto | Genoa | Stadio Olimpico (20.039 spett.)\| Arbitro: \| Rocchi (Firenze) \| |
| Arbitro:                                           | Rocchi (Firenze) |               |       |                                                                   |

| Arbitro: | Valeri (Roma) |

|             |           |                  |
| Théréau 10’ | Marcatori | 19’ (rig.) Cerci |

| Arbitro: | Peruzzo (Schio) |

|                       |           |                           |
| Cerci 53’ Bianchi 83’ | Marcatori | 25’ Almirón 62’ Bergessio |

### Coppa Italia

#### Turni preliminari
| Arbitro: | Bergonzi (Genova) |

|                                                 |           |                            |
| Sgrigna 2’ Ferrario 14’ (aut.) Bianchi 66’, 75’ | Marcatori | 40’ Jeda 73’ (rig.) Corvia |

| Arbitro: | Nasca (Bari) |

|                              |           |  |
| Zé Eduardo 46’ Reginaldo 77’ | Marcatori |  |

## Statistiche

### Statistiche di squadra
| Competizione | Punti | In casa | In casa | In casa | In casa | In casa | In casa | In trasferta | In trasferta | In trasferta | In trasferta | In trasferta | In trasferta | Totale | Totale | Totale | Totale | Totale | Totale | DR |
| Competizione | Punti | G       | V       | N       | P       | Gf      | Gs      | G            | V            | N            | P            | Gf           | Gs           | G      | V      | N      | P      | Gf     | Gs     | DR |
| ------------ | ----- | ------- | ------- | ------- | ------- | ------- | ------- | ------------ | ------------ | ------------ | ------------ | ------------ | ------------ | ------ | ------ | ------ | ------ | ------ | ------ | -- |
| Serie A      | 39    | 19      | 6       | 6       | 7       | 23      | 26      | 19           | 2            | 10           | 7            | 23           | 29           | 38     | 8      | 16     | 14     | 46     | 55     | -9 |
| Coppa Italia | -     | 1       | 1       | 0       | 0       | 4       | 2       | 1            | 0            | 0            | 1            | 0            | 2            | 2      | 1      | 0      | 1      | 4      | 4      | 0  |
| Totale       | -     | 20      | 7       | 6       | 7       | 27      | 28      | 20           | 2            | 10           | 8            | 23           | 31           | 40     | 9      | 16     | 15     | 50     | 59     | -9 |

### Andamento in campionato
| Giornata  | 1  | 2 | 3 | 4  | 5  | 6 | 7 | 8 | 9  | 10 | 11 | 12 | 13 | 14 | 15 | 16 | 17 | 18 | 19 | 20 | 21 | 22 | 23 | 24 | 25 | 26 | 27 | 28 | 29 | 30 | 31 | 32 | 33 | 34 | 35 | 36 | 37 | 38 |
| --------- | -- | - | - | -- | -- | - | - | - | -- | -- | -- | -- | -- | -- | -- | -- | -- | -- | -- | -- | -- | -- | -- | -- | -- | -- | -- | -- | -- | -- | -- | -- | -- | -- | -- | -- | -- | -- |
| Luogo     | T  | C | C | T  | C  | T | C | T | C  | T  | T  | C  | T  | C  | T  | C  | T  | C  | T  | C  | T  | T  | C  | T  | C  | T  | C  | T  | C  | C  | T  | C  | T  | C  | T  | C  | T  | C  |
| Risultato | N  | V | P | N  | N  | V | P | N | P  | N  | N  | V  | P  | N  | P  | P  | N  | V  | N  | V  | V  | N  | N  | P  | V  | P  | N  | P  | V  | P  | N  | P  | P  | P  | P  | N  | N  | N  |
| Posizione | 12 | 5 | 8 | 11 | 13 | 6 | 9 | 9 | 13 | 12 | 13 | 10 | 14 | 13 | 14 | 15 | 15 | 13 | 13 | 11 | 11 | 11 | 11 | 12 | 10 | 11 | 11 | 15 | 11 | 14 | 15 | 15 | 16 | 16 | 16 | 16 | 16 | 16 |

Legenda:

Luogo: C = Casa; T = Trasferta. Risultato: V = Vittoria; N = Pareggio; P = Sconfitta.

### Statistiche dei giocatori
| Giocatore     | Serie A  | Serie A | Serie A     | Serie A    | Coppa Italia | Coppa Italia | Coppa Italia | Coppa Italia | Totale   | Totale | Totale      | Totale     |
| Giocatore     | Presenze | Reti    | Ammonizioni | Espulsioni | Presenze     | Reti         | Ammonizioni  | Espulsioni   | Presenze | Reti   | Ammonizioni | Espulsioni |
| ------------- | -------- | ------- | ----------- | ---------- | ------------ | ------------ | ------------ | ------------ | -------- | ------ | ----------- | ---------- |
| M. Bakić      | 1        | 0       | 0           | 0          | 0            | 0            | 0            | 0            | 1        | 0      | 0           | 0          |
| P. Barreto    | 16       | 3       | 0           | 0          | -            | -            | -            | -            | 16       | 3      | 0           | 0          |
| M. Basha      | 21       | 1       | 4           | 0          | 0            | 0            | 0            | 0            | 21       | 1      | 4           | 0          |
| R. Bianchi    | 32       | 11      | 6           | 0          | 1            | 2            | 0            | 0            | 33       | 13     | 6           | 0          |
| V. Birsa      | 17       | 2       | 2           | 0          | 1            | 0            | 0            | 0            | 18       | 2      | 2           | 0          |
| M. Brighi     | 23       | 3       | 1           | 0          | 2            | 0            | 1            | 0            | 25       | 3      | 2           | 0          |
| P. Cáceres    | 2        | 0       | 0           | 0          | 0            | 0            | 0            | 0            | 2        | 0      | 0           | 0          |
| A. Cerci      | 35       | 8       | 4           | 0          | 0            | 0            | 0            | 0            | 35       | 8      | 4           | 0          |
| F. Coppola    | 1        | -2      | 0           | 0          | -            | -            | -            | -            | 1        | -2     | 0           | 0          |
| D. D'Ambrosio | 28       | 2       | 4           | 0          | 0            | 0            | 0            | 0            | 28       | 2      | 4           | 0          |
| M. Darmian    | 30       | 0       | 9           | 1          | 2            | 0            | 0            | 0            | 32       | 0      | 9           | 1          |
| V. Di Cesare  | 9        | 0       | 2           | 0          | 1            | 0            | 1            | 0            | 10       | 0      | 3           | 0          |
| A. Diop       | 3        | 0       | 0           | 1          | 0            | 0            | 0            | 0            | 3        | 0      | 0           | 1          |
| A. Gazzi      | 34       | 2       | 7           | 0          | 1            | 0            | 0            | 0            | 35       | 2      | 7           | 0          |
| J. Gillet     | 37       | -53     | 2           | 0          | 1            | -2           | 0            | 0            | 38       | -55    | 2           | 0          |
| K. Glik       | 32       | 1       | 7           | 2          | 1            | 0            | 0            | 0            | 33       | 1      | 7           | 2          |
| L. Gomis      | 0        | -0      | 0           | 0          | 1            | -2           | 0            | 0            | 1        | -2     | 0           | 0          |
| Jonathas      | 11       | 2       | 0           | 0          | -            | -            | -            | -            | 11       | 2      | 0           | 0          |
| S. Masiello   | 24       | 0       | 6           | 0          | 2            | 0            | 1            | 0            | 26       | 0      | 7           | 0          |
| R. Meggiorini | 31       | 3       | 5           | 0          | 2            | 0            | 0            | 0            | 33       | 3      | 5           | 0          |
| D. Menga      | 1        | 0       | 0           | 0          | -            | -            | -            | -            | 1        | 0      | 0           | 0          |
| A. Ogbonna    | 22       | 0       | 3           | 1          | 1            | 0            | 0            | 0            | 23       | 0      | 3           | 1          |
| G. Rodriguez  | 22       | 0       | 4           | 0          | 1            | 0            | 0            | 0            | 23       | 0      | 4           | 0          |
| G. Sansone    | 14       | 1       | 1           | 1          | 1            | 0            | 0            | 0            | 15       | 1      | 1           | 1          |
| M. Santana    | 27       | 4       | 1           | 0          | 1            | 0            | 0            | 0            | 28       | 4      | 1           | 0          |
| A. Sgrigna    | 11       | 1       | 1           | 0          | 2            | 1            | 0            | 0            | 13       | 2      | 1           | 0          |
| A. Stevanović | 15       | 2       | 1           | 0          | 2            | 0            | 0            | 0            | 17       | 2      | 1           | 0          |
| S. Suciu      | 1        | 0       | 0           | 0          | 1            | 0            | 0            | 0            | 2        | 0      | 0           | 0          |
| S. Verdi      | 4        | 0       | 0           | 0          | 2            | 0            | 1            | 0            | 6        | 0      | 1           | 0          |
| G. Vives      | 25       | 0       | 9           | 0          | 2            | 0            | 0            | 0            | 27       | 0      | 9           | 0          |

## Giovanili

### Organigramma societario
Dal sito internet della società
Area direttiva
- Responsabile Tecnico Settore Giovanile: Massimo Bava
- Responsabile Tecnico Scuola Calcio: Silvano Benedetti
- Segreteria Settore Giovanile: Massimiliano Mazzetta
- Coordinatore Osservatori: Alberto Sala

Area tecnica - Primavera
- Allenatore: Moreno Longo
- Allenatore in seconda: Maurizio Pasqualini
- Allenatore dei portieri: Paolo Di Sarno
- Preparatore Atletico: Paolo Nava

Area sanitaria
- Responsabile Medico: Paolo Battaglino
- Medico Primavera: Enrico Buttafarro
- Medico Allievi Nazionali: Antonio Pastrone
- Medico Allievi Regionali: Giuseppe Agostino
- Medico Giovanissimi Nazionali: Simone Spolaore
- Consulente ortopedico: Marco Gatti

### Piazzamenti
- Primavera:
  - Campionato: quarti di finale.[83]
  - Coppa Italia: semifinalista.
  - Torneo di Viareggio: quarti di finale.

- Allievi Nazionali:
  - Campionato: 6º nel girone A di qualificazione.
- Giovanissimi:
  - Campionato: 3º nel girone A di Final Eight.